# Andrena platyparia
Andrena platyparia är en biart som beskrevs av Robertson 1895. Andrena platyparia ingår i släktet sandbin, och familjen grävbin. Inga underarter finns listade i Catalogue of Life.